# سلطان أباد قزل تبة (كراني)
سلطان أباد قزل تبة (بالفارسية: سلطان‌آباد قزل تپه) هي قرية تقع في إيران في قسم کراني الريفي. يقدر عدد سكانها بـ 198 نسمة بحسب إحصاء 2016.